# Ménécée fils de Créon
Pour les articles homonymes, voir Ménécée.
Dans la mythologie grecque, Ménécée (en grec ancien Μενοικεύς / Menoikeús) est un des fils de Créon (régent de Thèbes).
Au moment du siège de Thèbes par les sept chefs, le devin Tirésias prédit que le sacrifice de Ménécée apaiserait Arès et assurerait la victoire aux Thébains. N'écoutant pas les supplications de son père qui lui conseilla de fuir, Ménécée se rendit dans l'antre du dragon tué par Cadmos et s'y donna la mort. La prédiction de Tirésias se réalisa puisque les Thébains repoussèrent les envahisseurs et six des sept chefs trouvèrent la mort (seul Adraste survécut).
Le tombeau de Ménécée, qu'on voyait devant la porte Neitide, était ombragé par un grenadier dont les fruits semblaient jeter du sang.

## Sources
- Pseudo-Apollodore, Bibliothèque [détail des éditions] [lire en ligne] (III, 6, 7).
- Hygin, Fables [détail des éditions] [(la) lire en ligne] (LXVIII).
- Pausanias, Description de la Grèce [détail des éditions] [lire en ligne] (IX, 25, 1 et 2).